# Baramkeh
Baramkeh (tiếng Ả Rập: البرامكة), được đặt tên theo Barmakids, là một khu phố và huyện của thành phố Qanaw của Damascus, Syria. Nó có dân số 14.969 trong cuộc điều tra dân số năm 2004. Khu phố được thành lập vào cuối thế kỷ 19, dưới thời Ottoman. Một trường trung học quân sự được thành lập ở Baramkeh vào những năm 1890. Huyện có một khuôn viên của Đại học Damascus.